# آیش

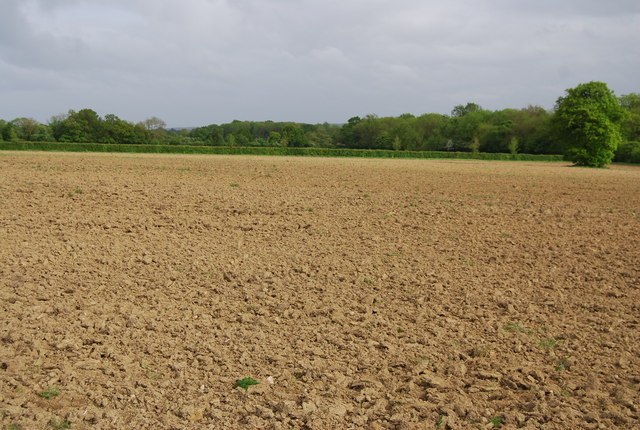
یک زمین شخم خورده رهاشده و بدون کاشت

آیش (به انگلیسی: Fallow)، تکنیک کشاورزی است که در آن زمین قابل کشت، بدون کشت برای یک چرخه یا بیشتر رها می‌شود. هدف آیش اجازه دادن به زمین برای بازیابی و ذخیره مواد آلی ارگانیک در حالی‌که رطوبت خاک نگهداری و چرخه آفات و بیماری‌های خاکزاد از طریق حذف میزبان آنها قطع می‌شود. تناوب کشت معمولا برای کشاورزان با عنوان رها کردن یک سال آیش نامیده می‌شود. 
افزایش در کشاورزی فشرده شامل به کار بردن محصولات پوششی در ذرات محل آیش، سبب از دست رفتن اندازه زمین آیش می‌شود، همانند کناره‌های زمین، پرچین‌ها و زمین پسماندها. این عمل تنوع زیستی را کاهش می‌دهد. آیش‌ها زیستگاه اولیه برای جمعیت‌های پرندگان کشتزارها است. 